# 私家版・ユダヤ文化論
『私家版・ユダヤ文化論』（しかばんユダヤぶんかろん）は、内田樹が著したユダヤ人論、ユダヤ文化論。第6回小林秀雄賞受賞作品。

## 概要
2006年7月20日、文藝春秋より文春新書として刊行された。
本書のもとになったのは著者が神戸女学院大学で行った2004年度後期の講義ノートである。その講義ノートは『文學界』2005年1月号～9月号に連載された。
「私が本書で論じたのは、『なぜ、ユダヤ人は迫害されるのか』という問題である。そのことだけが論じられている」と内田は本書の冒頭で述べている。
2007年8月30日、第6回小林秀雄賞に選ばれる（授賞式は10月5日）。なお第6回の選考委員は加藤典洋、関川夏央、橋本治、堀江敏幸、養老孟司の5名であった。

## 内容
| 章    | タイトル                 | 取り上げられている主な人物・書物・事物 |
| ----- | ------------------------ | --- |
| 第1章 | ユダヤ人とは誰のことか？ | ジェイコブ・シフ (1847 - 1920)、エドゥアール・ドリュモン (1844 – 1917)、クリスティーヌ・デルフィ (1941 - )、 ジャック・ラカン (1901 - 1981)、『ヴェニスの商人』 (ウィリアム・シェイクスピア著、中野好夫訳、岩波文庫、1939年)、 『ユダヤ人問題についての省察』 (ジャン＝ポール・サルトル著、1946年)                                                                                  |
| 第2章 | 日本人とユダヤ人         | 中田重治 (1870 - 1939)、佐伯好郎 (1871 - 1965)、小谷部全一郎 (1868 - 1941)、酒井勝軍 (1874 - 1940)、 黒田礼二 (1890 - 1943)、四王天延孝 (1879 - 1962)、ルドルフ・シェーンハイマー (1898 - 1941)、 日猶同祖論、『エンサイクロペディア・ジュダイカ』 (1971～1972年初版)、 『シオン賢者の議定書――ユダヤ人征服陰謀の神話』 (ノーマン・コーン著、内田樹訳、ダイナミックセラーズ、1986年) |
| 第3章 | 反ユダヤ主義の生理と病理 | オーギュスタン・バリュエル (1741 - 1820)、モレス侯爵 (1858 - 1896)、ジョルジュ・ブーランジェ (1837 - 1891)、 『共産党宣言』 (カール・マルクスとフリードリヒ・エンゲルス著、大内兵衛他訳、岩波文庫、1951年)、 ブーランジェ将軍事件、アクシオン・フランセーズ |
| 終章  | 終わらない反ユダヤ主義   | ローレンス・トーブ (1936 - )、エマニュエル・レヴィナス (1906 - 1995)、モーリス・ブランショ (1907 - 2003)、 『トーテムとタブー』 (ジークムント・フロイト著)、「映画評論家町山智浩アメリカ日記」 |